# El Anunciador
El Anunciador fue un diario de noticias en español que era publicado en la entonces colonia británica (ahora designado como un territorio británico de ultramar) de Gibraltar entre 1885 y 1940.
Según el Real Instituto Elcano, en su época de circulación era el diario más leído tanto en Gibraltar como en todo el Campo de Gibraltar (provincia de Cádiz, España). En 1936 su director era Ricardo Ferrary y sus suscritores se extendían por Gibraltar, España y Marruecos.